# Vaughan Jones
Sir Vaughan Frederick Randal Jones (Gisborne, 31 dicembre 1952 – 6 settembre 2020) è stato un matematico neozelandese, noto per il suo lavoro sulle algebre di von Neumann, sulla teoria dei nodi e sulla teoria dei campi conforme.
Per il suo contributo in questi campi, nel 1990 gli è stata assegnata la medaglia Fields.

## Biografia
Allievo della Auckland Grammar School, nel 1973 Jones si laureò in matematica con il massimo dei voti presso l'Università di Auckland. Proseguì i suoi studi in Svizzera, ottenendo nel 1979 un Ph.D. dall'Accademia di Ginevra sotto la supervisione di André Haefliger. Nel 1980 si trasferì negli Stati Uniti, insegnando per qualche anno presso l'Università della California a Los Angeles e l'Università della Pennsylvania prima di diventare, nel 1985, professore presso l'Università di Berkeley. Dal 2011 insegnò presso la Università Vanderbilt, mantenendo il ruolo di professore emerito a Berkeley.
L'attività di ricerca di Jones si incentrò sullo studio della teoria delle algebre di Von Neumann, proseguendo il lavoro già affrontato da Alain Connes e altri. A partire dai risultati ottenuti, Jones riuscì ad ottenere un'applicazione alla teoria dei nodi, trovando un polinomio invariante per i nodi, divenuto noto come polinomio di Jones. Questo risultato portò alla soluzione di numerosi problemi classici della teoria dei nodi, aumentando l'interesse per la topologia in dimensione bassa. Per questo importante lavoro, nel 1990 gli venne assegnata la prestigiosa medaglia Fields, premio che ritirò indossando una maglietta della nazionale di rugby della Nuova Zelanda.
Jones è morto nel settembre del 2020, per le complicazioni di un'otite.